# 1984年夏季残疾人奥林匹克运动会香港代表团
1984年夏季残疾人奥林匹克运动会香港代表团是香港派出的1984年夏季残疾人奥林匹克运动会代表团。获得3枚金牌、5枚银牌和9枚铜牌。